# Saponay
Saponay ist eine französische Gemeinde mit 270 Einwohnern (Stand 1. Januar 2022) im Département Aisne in der Region Hauts-de-France; sie gehört zum Arrondissement Château-Thierry und zum Kanton Fère-en-Tardenois.

## Geografie
Die Gemeinde Saponay liegt auf einem Plateau oberhalb des Ourcq-Tales, 18 Kilometer nördlich von Château-Thierry und 22 Kilometer südöstlich von Soissons.

## Bevölkerungsentwicklung
| Jahr                       | 1962 | 1968 | 1975 | 1982 | 1990 | 1999 | 2006 | 2015 | 2022 |
| Einwohner                  | 252  | 252  | 198  | 187  | 237  | 246  | 260  | 287  | 270  |
| Quellen: Cassini und INSEE |      |      |      |      |      |      |      |      |      |

## Sehenswürdigkeiten
- Wehrkirche Mariä Himmelfahrt bzw. Notre-Dame (Église fortifiée Sainte-Marie et de l’Assomption dite Notre-Dame), Monument historique[1]
- Ruinen des ehemaligen Schlosses (Restes du château), Monument historique[2]

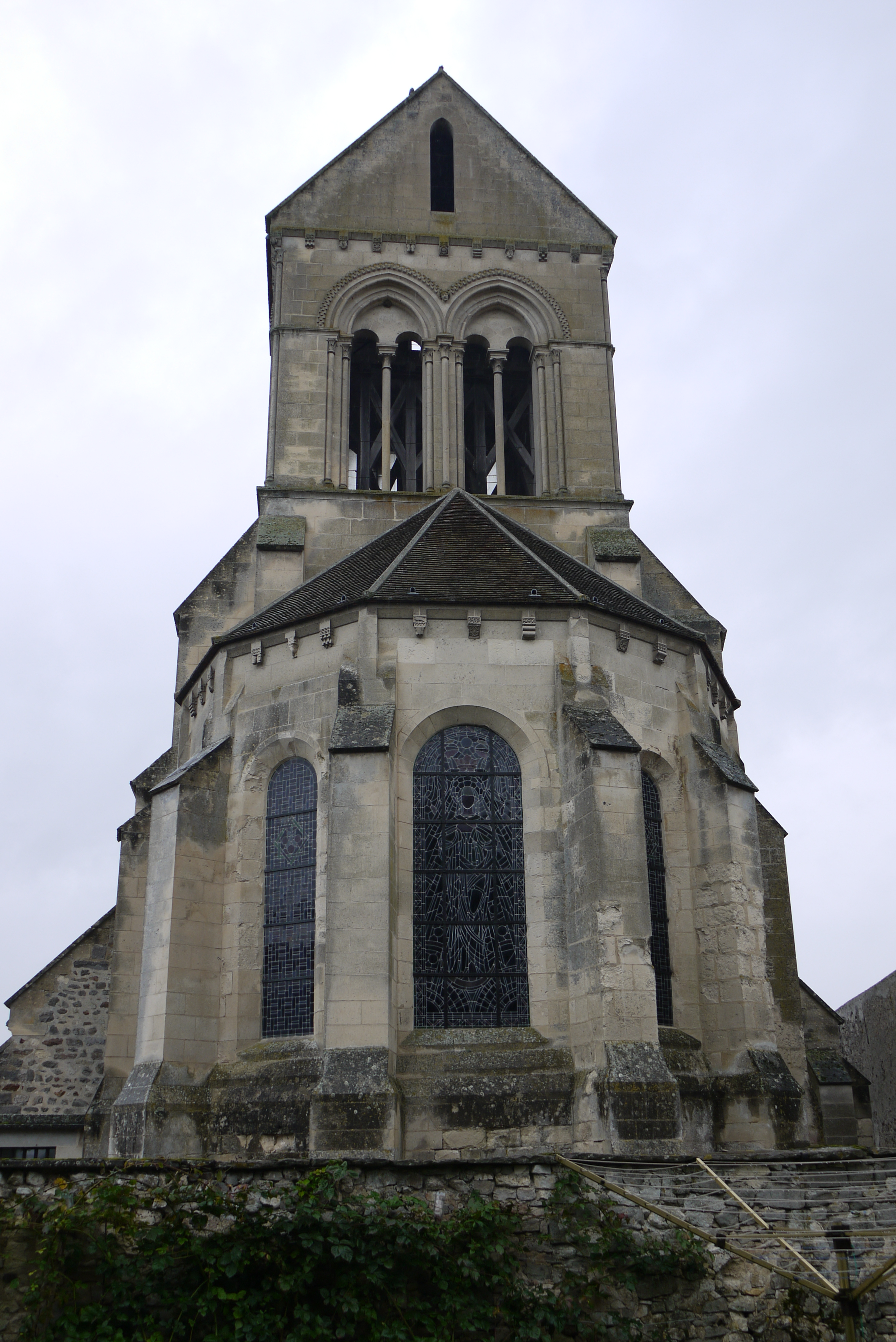
Kirche Notre-Dame
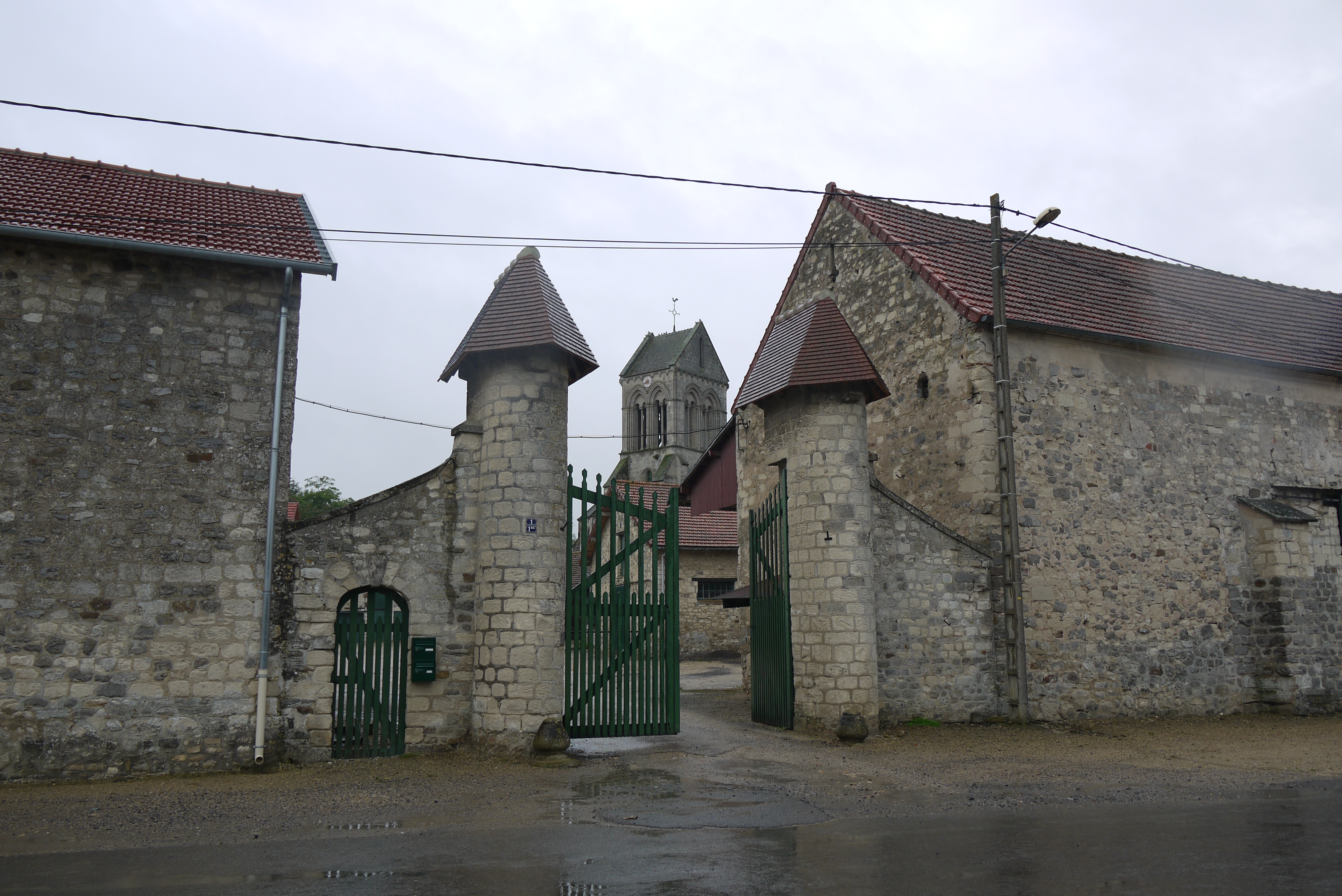
Überreste des Schlosses